# Adriana Gutiérrez Valero
Adriana Gutiérrez Valero (San Juan de la Frontera, 15 de març de 1985) és una jugadora d'hoquei sobre patins argentina.
S'inicià a la pràctica de l'hoquei sobre patins als vuit anys i es formà al Club Centro Valenciano de San Juan. Des del 2007 ha desenvolupat gran part de la seva carrera esportiva a les competicions estatals. Ha competit amb el Club Hoquei Patins Sant Feliu (2007-09), Cerdanyola Club Hoquei (2009-11, 2014-15 i 2021-22), amb el qual guanyà una Copa de la Reina (2010) i una OK Lliga (2009-10). També ha jugat al Girona Club Hoquei (2011-13), amb el qual aconseguí dos subcampionats de la Copa d'Europa, i al CSRS Noisy Le Grand francès (2013-14), proclamant-se campiona de França i aconseguint de nou un subcampionat de la Copa d'Europa. La temporada 2015-16 fitxà pel Club Patí Voltregà. Amb el club osonenc jugà durant cinc temporades (2014-19) i guanyà tres Copes d'Europa (2016, 2017, 2019), un OK Lliga (2015-16) i una Copa de la Reina (2017), amb un gol seu a la pròrroga. L'estiu de 2022 fitxà pel Club Patí Fraga i, dos anys després, es proclamà campiona de la Lliga de Campions de la WSE (2024), primer títol de l'entitat fragatina.
Internacional amb la selecció argentina entre 2002 i 2022, competí en deu Mundials i es proclamà campiona del Món en cinc ocasions (2002, 2004, 2010, 2014 i 2022). Destacà la consecució del cinquè mundial, que se celebrà al Pavelló Aldo Cantoni de San Juan, on s'acomiadà de la selecció argentina. Entre altres reconeixements, fou escollida Millor esportista de l'any 2022 de l'associació Argentina Amateur Deporte.

## Palmarès
Clubs
- 4 Lligues de Campions de la WSE (2015-16, 2016-17, 2018-19, 2023-24)
- 2 Lligues espanyola d'hoquei sobre patins (2009-10, 2015-16)
- 2 Copes espanyola d'hoquei sobre patins (2010, 2017)
- 1 Campionat de França d'hoquei sobre patins (2013-14)

Selecció argentina
- 5 medalles d'or als Campionats del Món d'hoquei sobre patins (2002, 2004, 2010, 2014, 2022)
- 2 medalles d'argent als Campionats del Món d'hoquei sobre patins (2017, 2019)
- 3 medalles de bronze als Campionats del Món d'hoquei sobre patins (2006, 2008, 2016)
- 2 medalles d'or als Campionats Panamericans d'hoquei sobre patins (2005, 2018)
- 1 medalla d'or als Campionats Sud-americà d'hoquei sobre patins (2004)